# Paços do Concelho de Vila Nova da Baronia
Os Paços do Concelho de Vila Nova da Baronia, igualmente conhecidos como Câmara Municipal de Vila Nova da Baronia ou Biblioteca Municipal de Vila Nova da Baronia, é um monumento na localidade de Vila Nova da Baronia, no município de Alvito, em Portugal.

## Descrição e história
O edifício, de pequenas dimensões, situa-se no canto entre o Largo General Teófilo da Trindade e a Rua Bento de Jesus Caraça, no centro de Vila Nova da Baronia. Esta rua é uma das mais importantes da povoação, iniciando-se no Largo do Pelourinho, distando apenas algumas centenas de metros da antiga Câmara Municipal.
Integra-se no estilo barroco, tendo uma planta quadrada e dois pisos, sendo algumas das salas interiores cobertas por uma abobadilha em tijolo, como o antigo compartimento da cadeia, no piso térreo. A utilização de abóbadas nas salas das prisões era muito comum, por motivos de segurança.
Como sucedeu com outras casas da câmara na região do Alentejo, o imóvel foi muito modificado em relação à estrutura original. A composição das fachadas é muito semelhante às de outros edifícios do mesmo tipo na região, sendo ladeadas por duas pilastras em alvenaria suportando uma cornija, destacando-se também o seu esquema de pintura. Um pormenor de interesse é a forma como a escadaria para o primeiro andar está situada no exterior do edifício, anexo a uma das fachadas laterais, e que dá acesso à rua. Nas imediações da casa da câmara situava-se o açougue, do qual ainda resta a cobertura em abóbada.
O edifício foi construído no século XVII, sendo um dos dois testemunhos do período em que Vila Nova da Baronia possuía autonomia do ponto de vista administrativo, em conjunto com o Pelourinho. Foi alvo de trabalhos de remodelação em meados do século XVIII. Entre 1982 e 1983 foram feitas obras de adaptação na Biblioteca Municipal, equipamento que foi inaugurado em 7 de Abril de 1986.